# Park Kyung-hee
Dans ce nom coréen, le nom de famille, Park, précède le nom personnel.
Park Kyung-hee ou Park Kyeong-hee (hangeul : 박경희) est une scénariste et réalisatrice sud-coréenne, né en 1965 à Séoul.

## Biographie
Park Kyung-hee naît en 1965 à Séoul. Elle étudie l'histoire au lycée, avant de s'inscrire à l'Académie coréenne du cinéma (Korean Academy of Film Arts (de), KAFA), dans le Suyeong-gu à Busan, pour étudier l'art cinématographique.
En 1990, elle commence sa carrière en tant qu'assistante réalisatrice aux côtés du réalisateur Park Kwang-su dirigeant son film dramatique Black Republic (그들도 우리처럼), récompensé comme meilleur film aux Blue Dragon Film Awards.
En 2003, elle présente son premier long métrage Miso (미소) en tant que scénariste et réalisatrice.
En 2006, elle tourne un court métrage Seaside Flower (언니가.. 이해하셔야 돼요) pour compléter le long métrage If You Were Me 2 (다섯 개의 시선).

## Filmographie

### En tant que réalisatrice
- 2003 : Miso (미소)
- 2006 : Seaside Flower (언니가.. 이해하셔야 돼요) (segment de If You Were Me 2 (다섯 개의 시선), court métrage)

### En tant que scénariste
- 2010 : Rolling Home with a Bull (소와 함께 여행하는 법) de Yim Soon-rye